# Krupačko jezero
Krupačko jezero, cyr. Крупачко језеро – zbiornik zaporowy w Czarnogórze, w gminie Nikšić.

## Galeria zdjęć

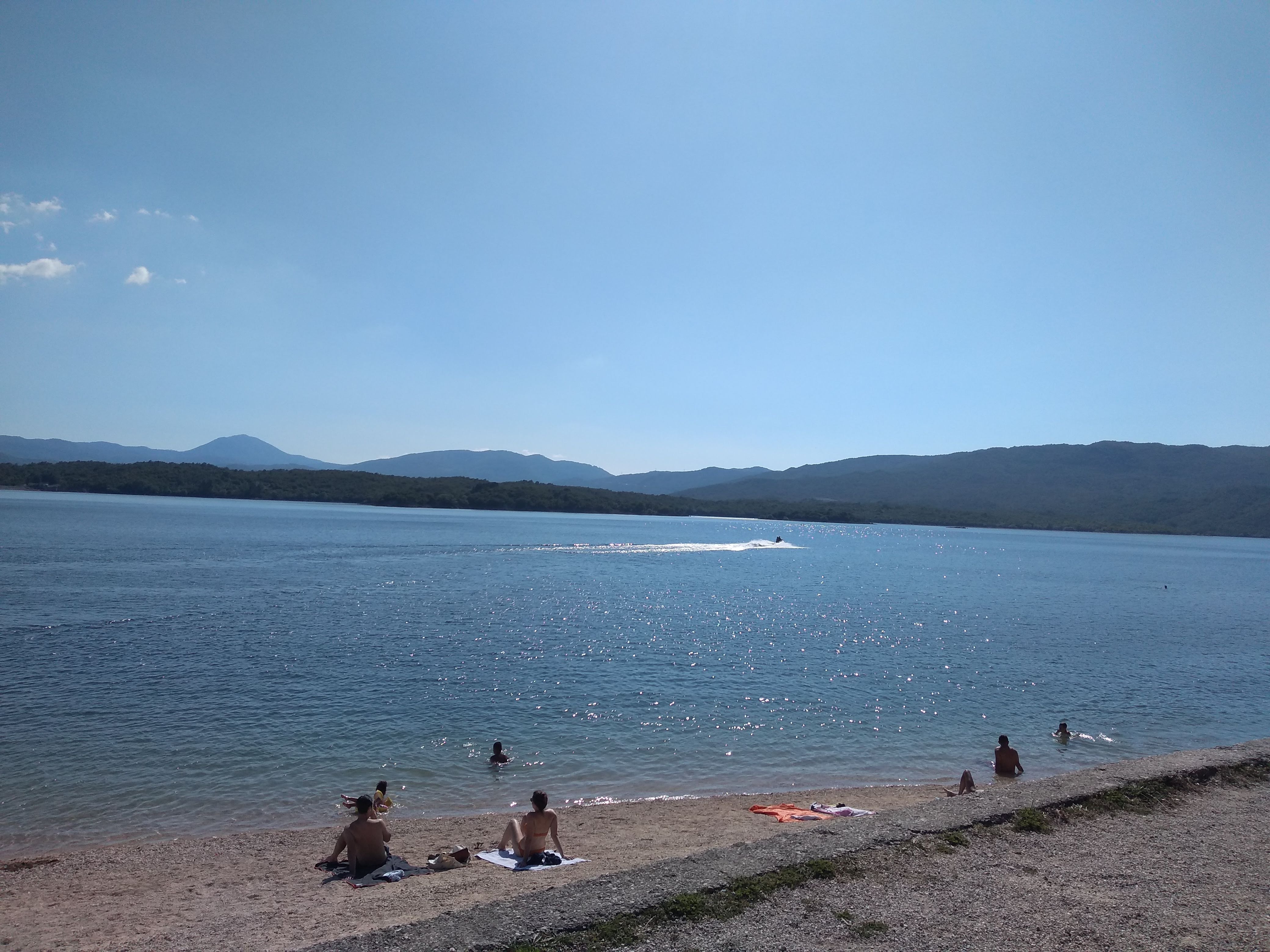
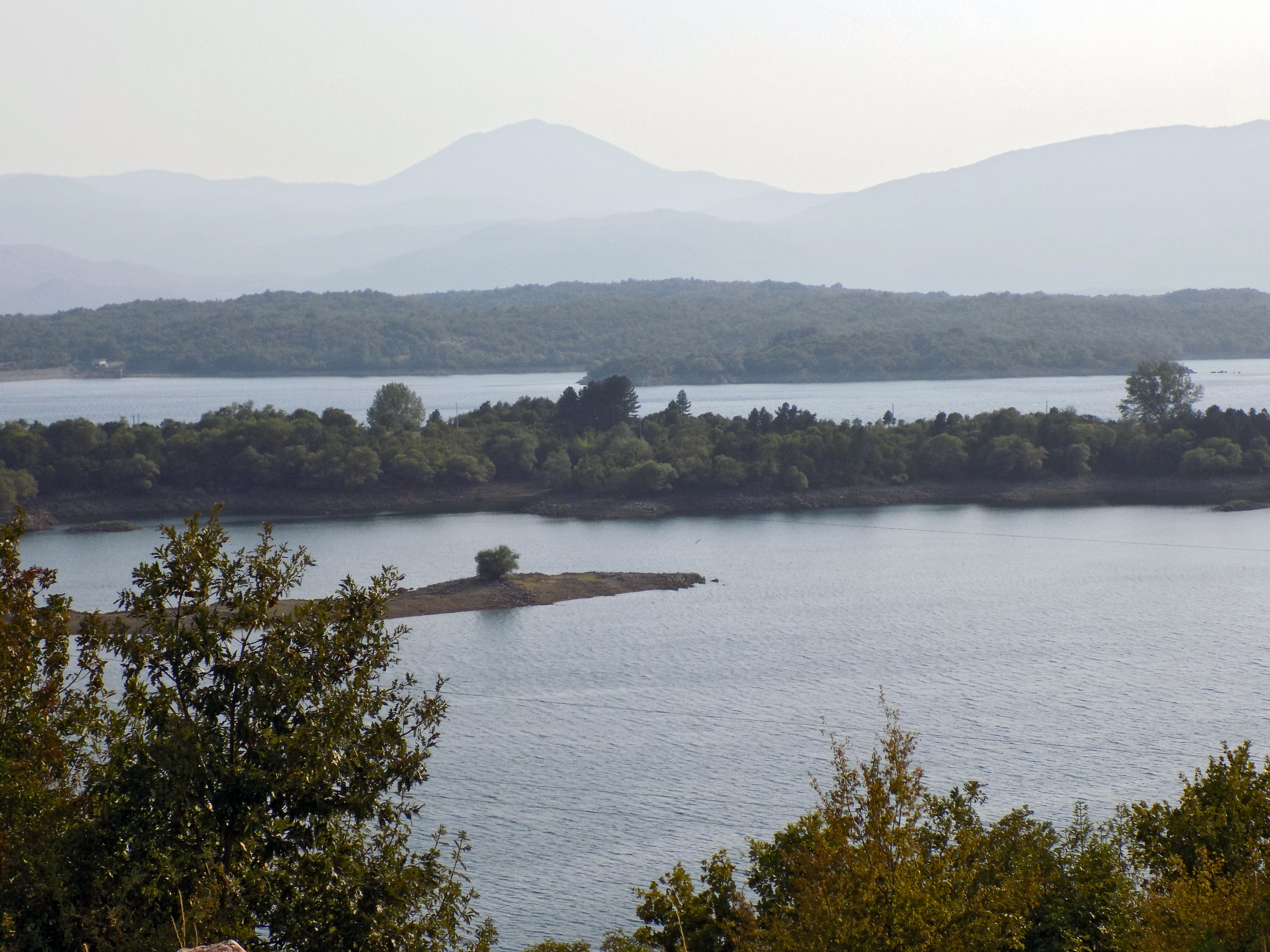
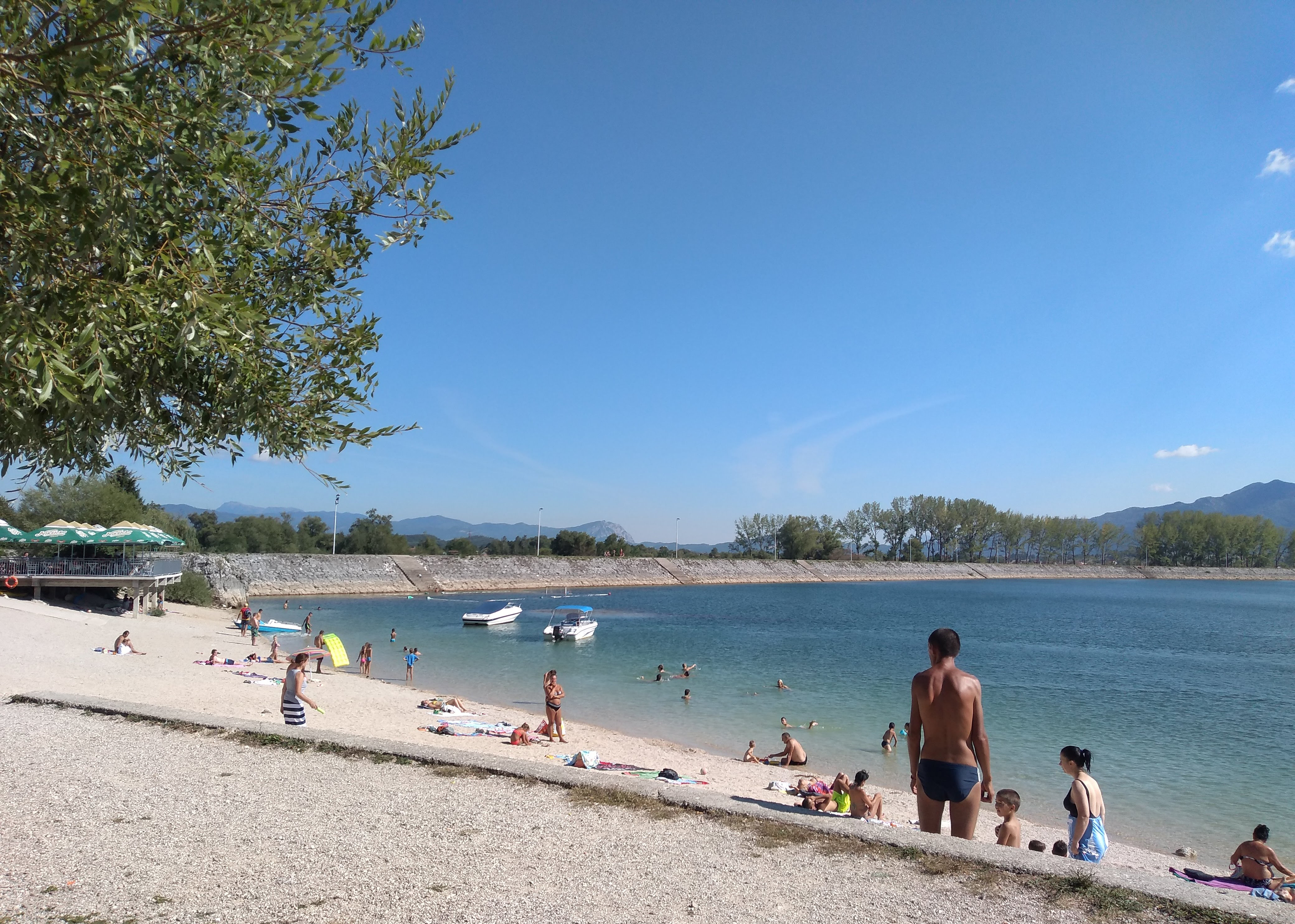

## Charakterystyka
Został utworzony 5,5 km na zachód od Nikšicia. Jego powierzchnia wynosi 5,7 km², a długość zapory 1480 m. Lustro wody znajduje się na wysokości 600 m n.p.m.. Na jego południowo-zachodnim brzegu położona jest miejscowość Crnodoli. Na wschód przebiega droga M3 relacji Nikšić – Plužine.